# Paul Du Breuil
Pour les articles homonymes, voir du Breuil.
Paul Jouveau du Breuil, dit Paul du Breuil, né le 15 mars 1932 à Vincennes et mort le 19 octobre 1991 à Neuilly-sur-Seine, est un universitaire français, historien des religions spécialiste du jaïnisme et du zoroastrisme.

## Biographie
Il est enterré au cimetière du Père-Lachaise (70e division).

## Publications
- Vocation spirituelle de la chevalerie, Paris : Éditions traditionnelles, 1969 (BNF 35310564)
- L'Épopée chevaleresque : de l'ancien Iran aux Templiers, Paris ; Montréal : Bordas, 1972 (BNF 35189090)
- Zarathoustra : Zoroastre et la transfiguration du monde, Paris : Payot, coll. « Bibliothèque historique », 1978 (BNF 34599086)  (ISBN 9782228121408)
- Government research fellowship lectures, Bombay : K.R. Cama Oriental Institute, 1981 (BNF 35633462)
- Le Zoroastrisme, Paris : Presses universitaires de France, coll. « Que sais-je ? » 1982 (BNF 34692949)  (ISBN 9782130373629)
- Histoire de la religion et de la philosophie zoroastriennes, Monaco : Éditions du Rocher, coll. « Gnose », 1983 (BNF 34742542)  (ISBN 9782268002705)
- Soleils d'Orient, Paris : J. Maisonneuve, 1987 (BNF 34967095)  (ISBN 9782915641202)
- Des Dieux de l'ancien Iran aux saints du bouddhisme, du christianisme et de l'islam : histoire du cheminement allégorique et iconographique de l'image divine, de l'auréole sacrée et des anges dans le monde religieux euro-asiatique, Paris : Dervy, coll. « Mystiques et religions », 1989 (BNF 35002929)  (ISBN 9782850762970)
- Les Jaïns de l'Inde, Paris : Aubier, coll. « Présence et pensée », 1990 (BNF 35092408)  (ISBN 9782700728316)
- La Chevalerie et l'Orient : l'influence de l'Orient sur la naissance et l'évolution de la chevalerie européenne au Moyen âge, Paris : G. Trédaniel, 1990 (BNF 37017158)  (ISBN 9782857074151)